# Lars Kraume
Lars Kraume (Chieti, 24 febbraio 1973) è un regista e sceneggiatore tedesco.

## Filmografia parziale

### Regista e sceneggiatore
Cinema
- Solo per il successo (Viktor Vogel - Commercial Man) (2001)
- Keine Lieder über Liebe (2005)
- Die kommenden Tage (2010)
- Meine Schwestern (2013)
- Lo Stato contro Fritz Bauer (Der Staat gegen Fritz Bauer) (2015)
- Das schweigende Klassenzimmer (2018)
- Der vermessene Mensch (2023)

Televisione
- Dunckel - film TV (1998)
- Guten Morgen, Herr Grothe - film TV (2007)
- KDD - Kriminaldauerdienst - serie TV, 4 episodi (2007)
- Tatort - serie TV, 8 episodi (2013-2014)
- Terror - Ihr Urteil - film TV (2016)
- Der König von Berlin - film TV (2017)
- Die Neue Zeit - serie TV, 6 episodi (2019)
- Playing God - film TV (2020)